# Irmgard Fuest
Irmgard Fuest (* 6. September 1903 in Münstermaifeld; † 22. Juni 1980 in Neunkirchen; gebürtig Irmgard Scherer) war eine saarländische Politikerin (CVP, später CDU) und Rechtsanwältin.
Fuest legte 1923 in Köln die Reifeprüfung ab. Danach studierte sie Rechtswissenschaften in Köln, Bonn und Tübingen. Nach dem ersten Staatsexamen im Jahr 1927 in Köln promovierte sie 1929 bei Hans Carl Nipperdey über die Durchführungspflicht im Tarifvertrag. Das Referendariat absolvierte sie am Kammergericht und legte 1931 ihr zweites Staatsexamen ab. Anschließend war sie am Amtsgericht Brühl als Richterin und in Köln als Anwaltsassessorin tätig. Im Jahr 1935 gründete sie in Neunkirchen gemeinsam mit ihrem Ehemann Josef Fuest (1902–1972) eine Rechtsanwaltskanzlei. Ab 1952 dozierte sie am Berufspädagogischen Institut der Universität des Saarlandes.
Dem Landtag des Saarlandes gehörte sie von der ersten bis zur dritten Legislaturperiode (1947–1961) an. Sie war Mitglied der Fraktion der Christlichen Volkspartei des Saarlandes (CVP), die sich ab 1957 als Christlich-Soziale Union (CSU) bezeichnete und im April 1959 mit der CDU-Fraktion fusionierte. Von 1958 bis zur Fusion hatte Fuest den Vorsitz der CSU-Fraktion inne. Außerdem war sie zuletzt Vorsitzende des Ausschusses für Rechtsfragen und Mitglied des Wahlprüfungsausschusses, des Ausschusses für Geschäftsordnung und Immunität sowie des Ausschusses für Fragen der Wiedervereinigung und Grenzlandfragen. Von 1950 bis 1955 gehörte sie der Delegation des Saarlandes im Europarat an. Von 1954 bis 1956 war sie auch Mitglied der Europäischen Menschenrechtskommission.
Fuest wurde 1975 mit dem Saarländischen Verdienstorden ausgezeichnet. Sie war die erste Frau, die in der Bundesrepublik zur Justizrätin ernannt wurde.